# Кварте
Кварте је насељено мјесто у Лици, у општини Перушић, у Личко-сењској жупанији, Република Хрватска.

## Географија
Кварте се налази око 3 км сјеверно од Перушића.

## Историја
До територијалне реорганизације у Хрватској насеље се налазило у саставу бивше велике општине Госпић.

## Становништво
Према попису из 1991. године, насеље Кварте је имало 366 становника. Према попису становништва из 2001. године, Кварте је имало 277 становника. Кварте је према попису из 2011. године имало 193 становника.
| Демографија | Демографија | Демографија |
| Година      | Становника  | Становника  |
| ----------- | ----------- | ----------- |
| 1961.       | 680         |             |
| 1971.       | 562         |             |
| 1981.       | 349         |             |
| 1991.       | 366         |             |
| 2001.       | 227         |             |
| 2011.       |             | 193         |

## Попис1991.
На попису становништва 1991. године, насељено место Кварте је имало 366 становника, следећег националног састава:
| Попис 1991.‍ | Попис 1991.‍ | Попис 1991.‍ | Попис 1991.‍ | Попис 1991.‍ |
| ----------- | ----------- | ----------- | ----------- | ----------- |
|             |             |             |             |             |
| Хрвати      | Хрвати      |             | 362         | 98,90%      |
| Срби        | Срби        |             | 3           | 0,81%       |
| Муслимани   | Муслимани   |             | 1           | 0,27%       |
| укупно: 366 |             |             |             |             |